# Île Melon
Die Île Melon (auch Île de Melon) ist eine kleine unbewohnte Gezeiteninsel (französisch Île-de-marée) gegenüber von Gounizi in der Gemeinde Porspoder im Département Finistère in der Bretagne in Frankreich. Sie liegt im Parc naturel marin d’Iroise in der Nähe der Sankt-Lorenz-Halbinsel. Die Insel wurde lange zum Granitabbau genutzt.
Ihr Name stammt von einem Heiligen, dessen Verehrung in Cornwall und Wales verbreitet ist.

## Megalithanlagen
Auf der kleinen Île Melon befinden/befanden sich vier Menhire, ein Tumulus, zwei Cairns und fünf Dolmen. Dolmen ist in Frankreich der Oberbegriff für neolithische Megalithanlagen aller Art (siehe: Französische Nomenklatur). 
Der größte Menhir, der eine Höhe von etwa 7,0 m erreichte, wurde im Jahre 1942 von den Deutschen gesprengt. Die Dolmen wurden mehr oder weniger zerstört, zwei sind vollständig zerstört. Es gibt noch einige Menhire und einen besser erhaltener „Dolmen à couloir“. Der etwa 3,1 m lange und bis zu 2,3 m breite Dolmen hat einen etwa drei Meter langen Deckstein, der von fünf Tragsteinen gestützt wird. Der Gang, dessen Zugangsseite seit langem zerstört ist, bestand 1883 noch aus sieben Tragsteinen. Es gibt noch einen weiteren verstürzten Dolmen auf der Insel.

## Siehe auch

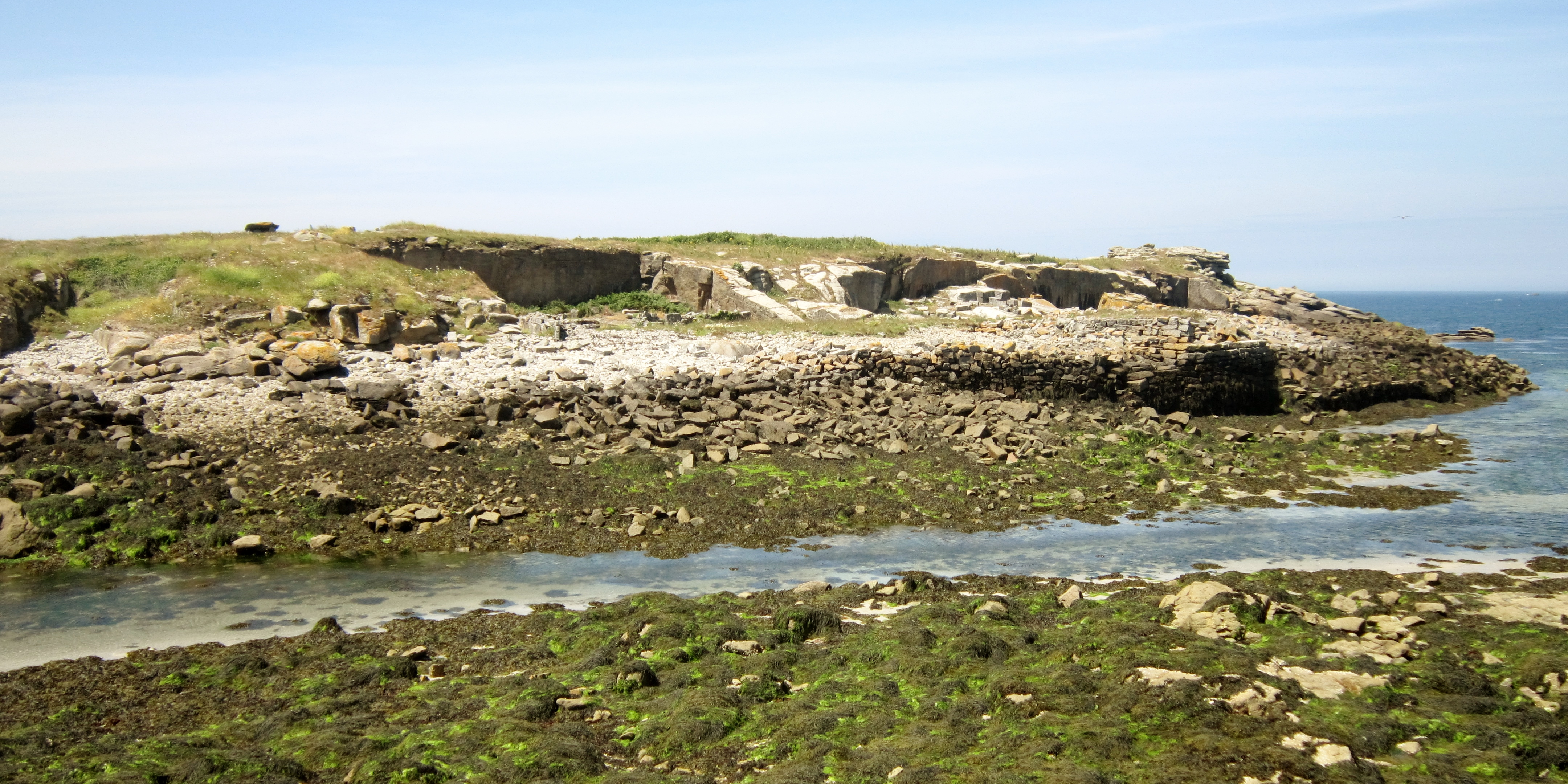
Île Melon
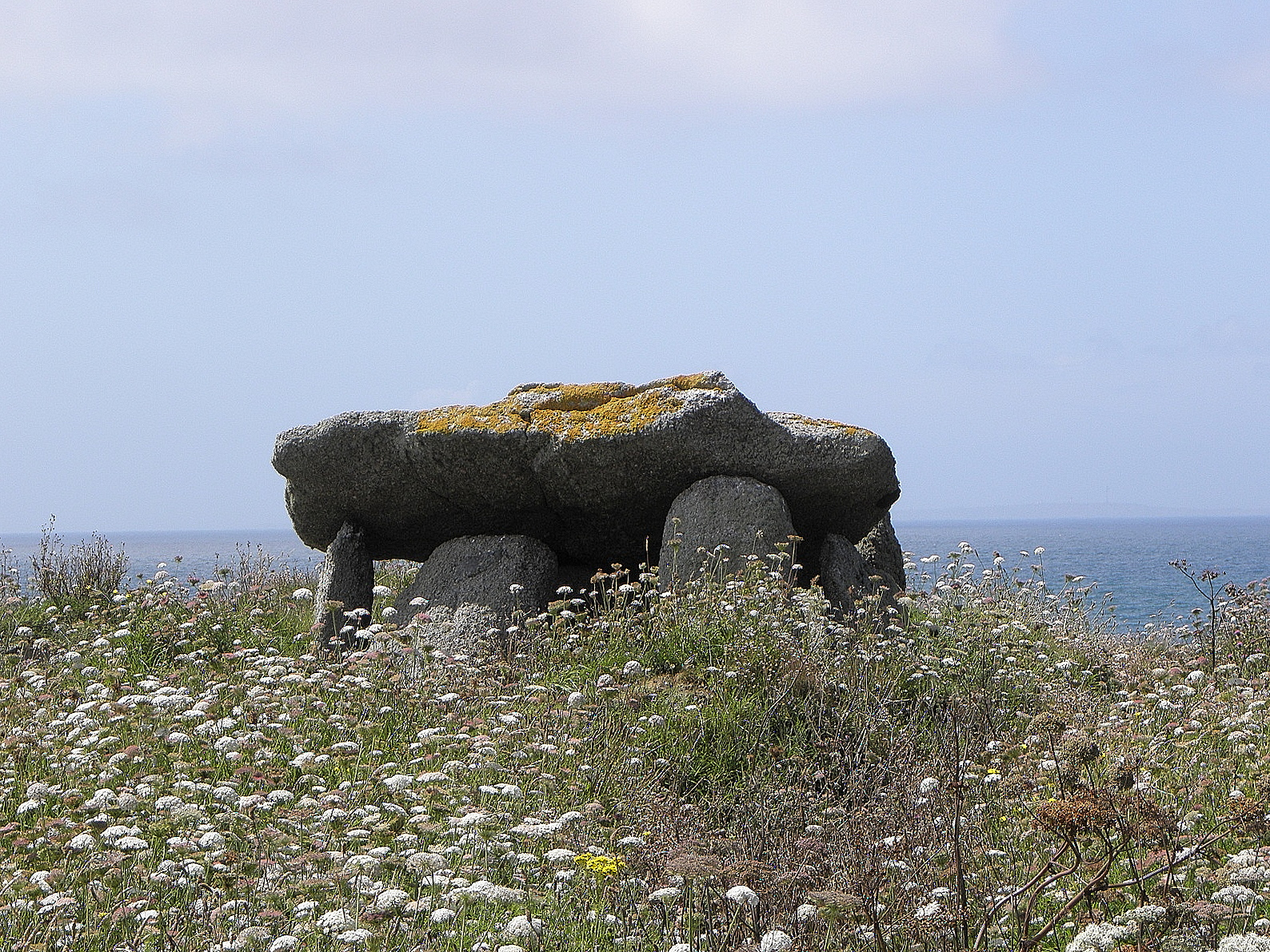
Der Dolmen
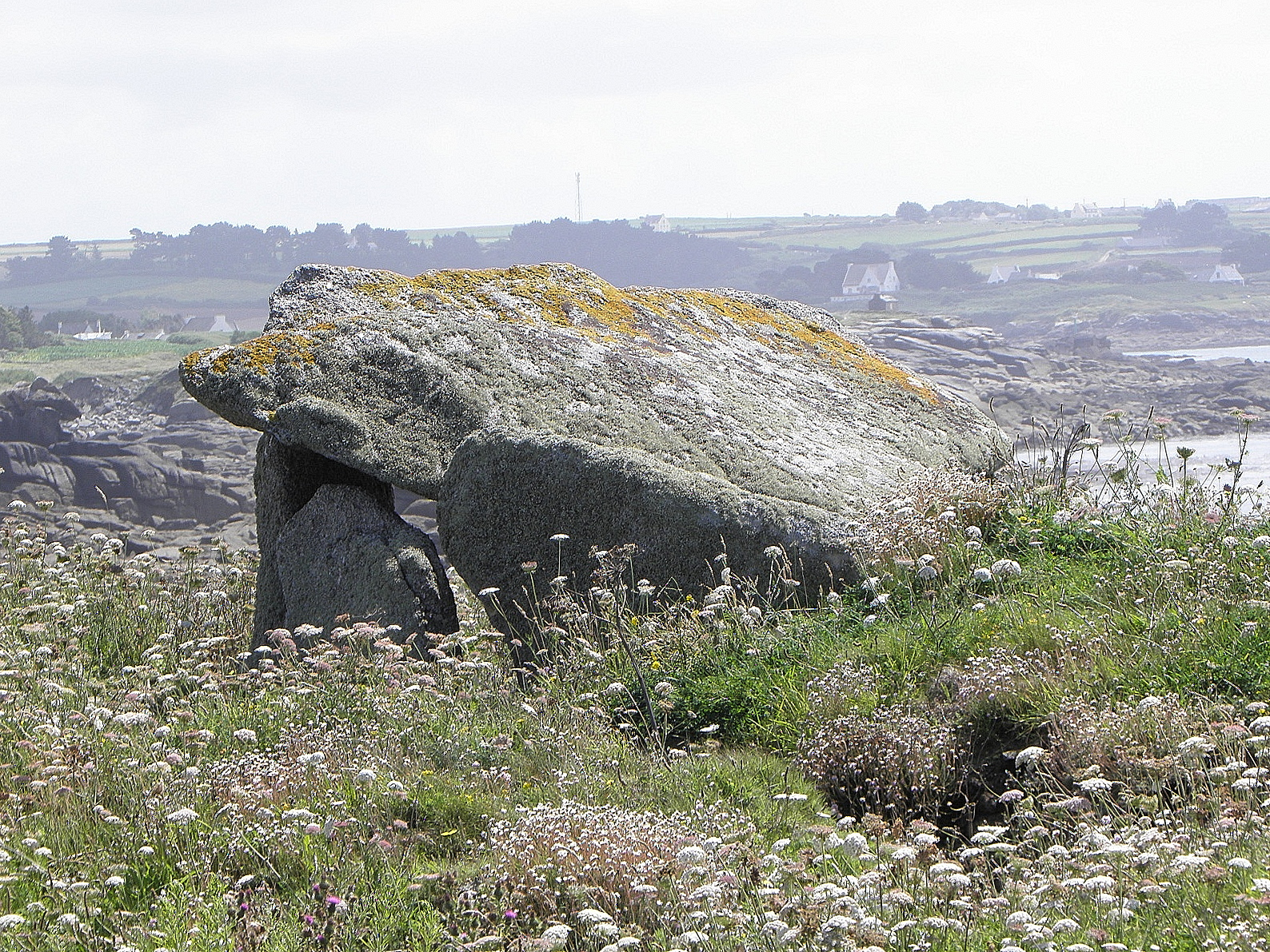
Der Dolmen
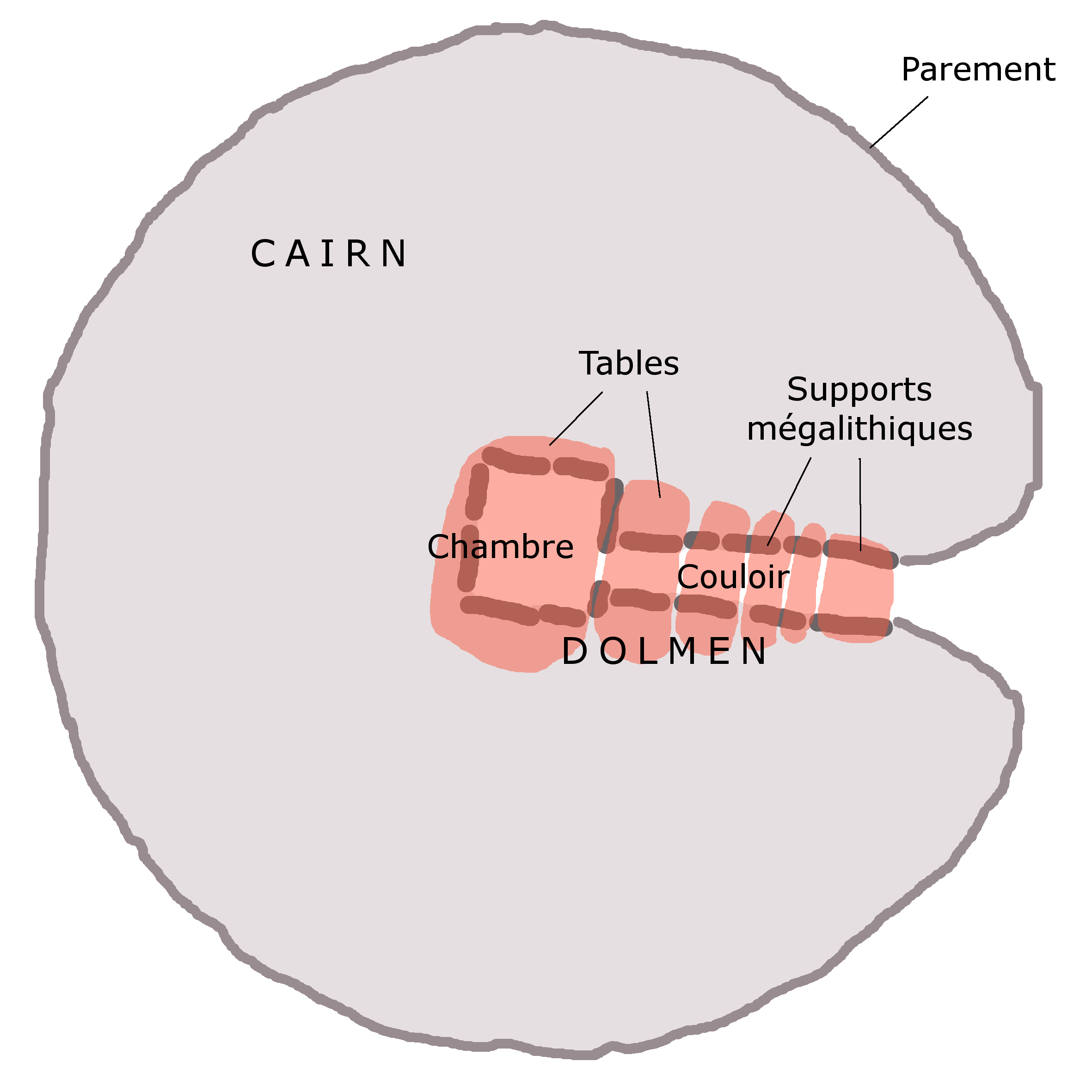
„Dolmen mit Gang“ im Tumulus
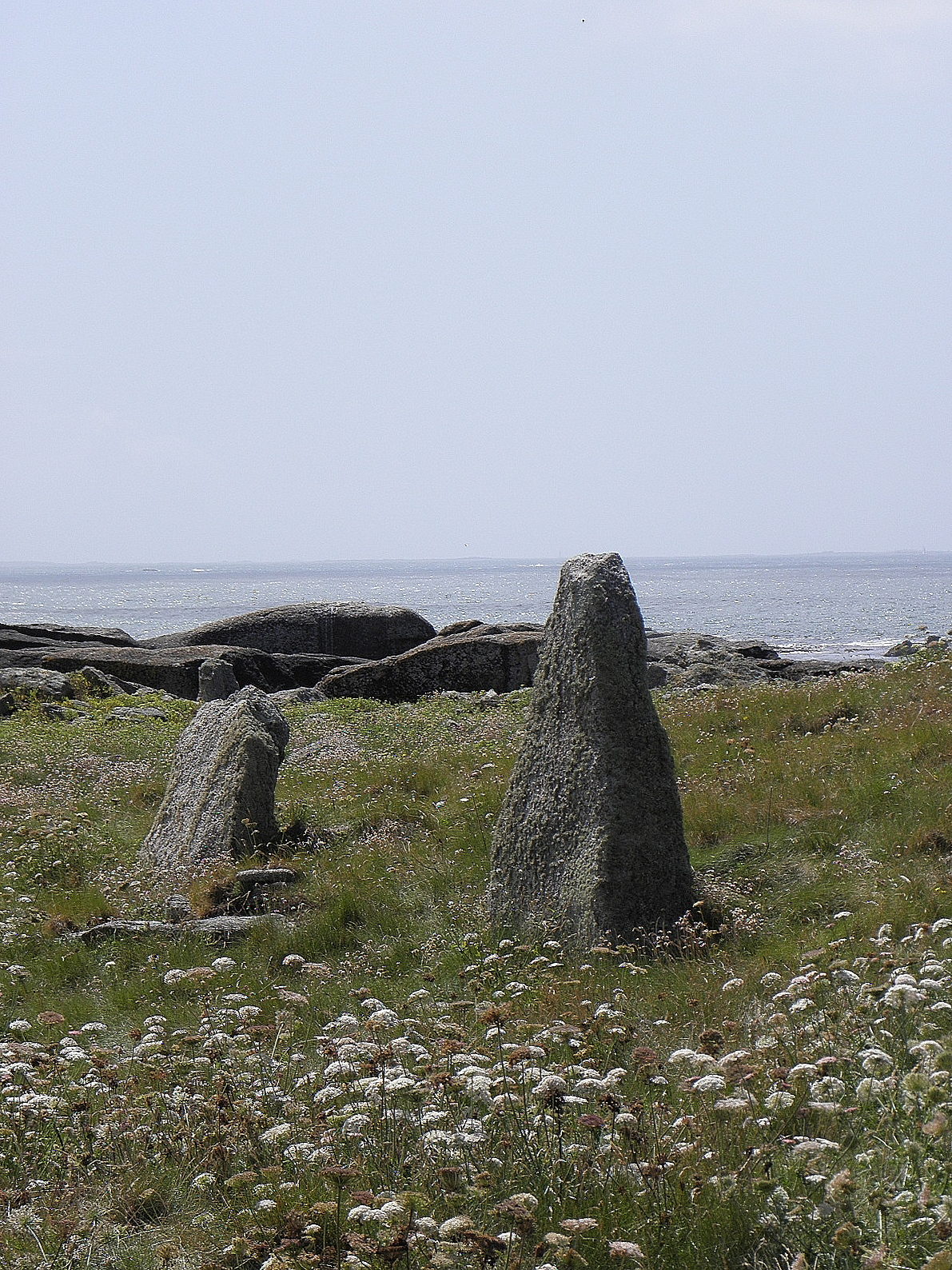
Die Menhire